# Daniël de Clercq

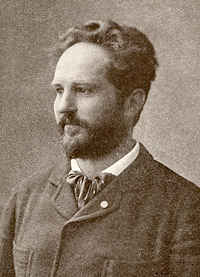
Daan de Clercq

Daniël (Daan) de Clercq (Heerde, 21 augustus 1854 - Haarlem, 15 december 1931) was een propagandist voor coöperaties en landnationalisatie. Hij was de zoon van Steven de Clercq, econoom, landbouwdeskundige en hoogheemraad van Rijnland, en Susanna Kruseman. Met zijn vrouw Maria Cornelia van Scherpenberg kreeg hij twee zoons. Zijn grootvader was de voorman uit het Réveil Willem de Clercq. Daan de Clercq was een aanhanger van de humanitaire beweging, vrijdenker, antimilitarist, geheelonthouder, vegetariër, dierenbeschermer, tegenstander van prostitutie en vivisectie. Hij was voorstander van spellingsvereenvoudiging, staatspensionering, landnationalisatie, binnenlandse kolonisatie en trad op als correspondent van de Vrijlandbeweging in Nederland. Van 1896 tot 1915 was hij lid van de SDAP.

## Jeugd
De Clercq groeide op in Haarlem en was bevriend was met Frederik van Eeden. Na zijn studie Technologie in Delft volgde hij een jaar colleges chemie in Berlijn. Als technisch directeur van een verffabriek in Haarlem voerde hij in 1878 een aantal praktische verbeteringen door. Zijn aandacht voor de arbeiders bleek uit het laten bouwen van een schaftlokaal, het veilig inrichten van de werkplekken, het afsluiten van een ongevallenverzekering en invoering van een ziekenfonds. Hij kreeg hierover een conflict met zijn mededirecteur en nam rond 1890 ontslag. In datzelfde jaar sloot hij zich aan bij De Dageraad.

## Sociaal bewogen
Zijn sympathie voor algemeen kiesrecht bracht hem in contact met de Nederlandsche Bond voor Algemeen Kies- en Stemrecht. Vooral in Friesland hield hij spreekbeurten en schreef hij in het Friesch Volksblad. In 1891 werd De Clercq gekozen voor de gemeenteraad van Haarlem. Daar zette hij zich met weinig succes in voor woningverbetering, en verliet Nederland in 1892 om te gaan werken voor een verffabriek in het Oostenrijkse Graz. In 1896 ging De Clercq terug, werd lid van de SDAP en vond werk bij de industriële commune Maatschappij De Veluwe van Molijn, in Nunspeet. Molijn had daar een buiten gekocht waarop hij een wasserij, een zuivelfabriek, een land- en tuinbouwonderneming en een verffabriek had gevestigd. Als commissielid van het SDAP-gemeenteprogramma in 1897 liet de Clercq blijken nog steeds aanhanger te zijn van de landnationalisatie. Ook kwam hij op voor de achtergestelde positie van vrouwen en verdedigde de gelijke beloning en gelijke rechten voor vrouwen en mannen. In 1899 deed hij mee aan de SDAP-commissie voor de verbruikscoöperatie. In 1897 was hij betrokken bij de oprichting van het blad Vrede, het orgaan van de christen-anarchisten. Met Van Eeden nam hij het initiatief tot het oprichten van de vereniging Gemeenschappelijk Grondbezit (GGB) in 1901. Spreekbeurten hield hij ook voor vrijdenkersvereniging De Dageraad en de Vereeniging voor Vrouwenkiesrecht.

## Praktisch Vegetariër

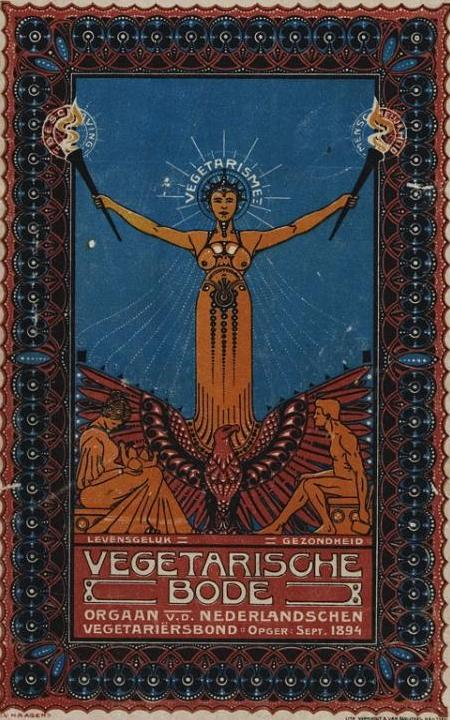
Voorblad Vegetarische Bode, verschenen vanaf september 1894.

Hij kwam daarbij ook met praktische oplossingen met nieuwigheden om het vegetariërsbestaan te veraangenamen. In 1894 sloot hij zich aan bij de Nederlandsche Vegetariërs Bond, en werd voorzitter van de Vegetarische Bode. In 1892 vertaalde hij met Caroline Kerkhoven het vegetarisch kookboek van Eduard Baltzer, de 'apostel van het Duitse vegetarisme'. In 1900 begint hij een technisch adviesbureau in te Laren dat later overgeplaatst werd naar villa Zeelust te Zandvoort. Zo introduceerde hij de bekende weckflessen in Nederland. Het ging goed met het bedrijf dat in 1907 25 mensen in dienst had en negentig plaatselijke agenten. Hij verkocht zogenaamd Vita-glas: het liet de levenwekkende stralen van het zonlicht, die gewoon vensterglas niet doorlaten, in uw kamer. Om zijn doelen te bereiken maakte De Clercq films, zoals over het sanatorium van dr. Rollier. De Clercq handelde hierbij in brandblussers, verlichtingsapparaten, automatische bascules en heteluchtpompmotoren voor het oppompen van grondwater. Zijn werknemers konden meedelen in de winst. Voor zijn idealistische activiteiten had De Clercq een particuliere secretaresse in dienst. In 1925 komt hij in het hoofdbestuur van de Nederlandsche Vegetariërs Bond en schrijft in de Vegetarische Bode. In zijn werk voor de Bond tot bestrijding der Vivisectie introduceerde hij in Nederland het imitatiebont. Hij zette zich in voor de dierenbescherming en het zogenaamde Elmira-strafstelsel. Een ander ideaal was de tuinstadbeweging van de Engelsman E. Howard, die de arbeiders beter wilde laten wonen. Daarnaast zette hij zich in voor de Bond voor Staatspensionneering, waarvoor hij het land introk als spreker.

## Anti-militarist
Als de Eerste Wereldoorlog uitbreekt kan hij zich als antimilitarist niet vinden in het standpunt van de SDAP, die de landsverdediging goedkeurde. Het is voor hem reden de partij te verlaten en gaat na ondertekening van het Dienstweigeringsmanifest naar Zwitserland. Daar wordt hij enthousiast voor het referendum als democratisch middel. De kennismaking met de tuberculose-arts Rollier, die in Leysin zonbehandeling voor zijn patiënten toepast doet De Clercq besluiten zich in te zetten voor het oprichten van een sanatorium waar de lucht-licht-methode werd toegepast. Met financiële steun van de humanitaire beweging wordt in 1921 werd het landgoed Steenbergen bij Heerde aangekocht als zonnesanatorium voor vegetariërs en aanhangers van de natuurgeneeswijze.

## Landnationalisatie
Met Jan Stoffel stichtte De Clercq 1889 de Nederlandse Bond voor Landnationalisatie. De Clercq zou zich de rest van zijn leven bezighouden met het stimuleren van kinderkolonies. Ook bleef hij zich inzetten voor goede woningbouw middels de tuinstadideeën met landnationalisatie. De Clercq was lid geworden van de in 1918 opgerichte Grondpartij, waarin ook Van Eeden een rol speelde. Hij schreef in De Nieuwe Aarde, het blad van de Grondpartij, en hield toespraken over landnationalisatie. In 1926 werd de partij omgezet in de Bond tot Hervorming van den Grondeigendom.

## Wära
Begin dertiger jaren bedacht hij met weinig succes een internationaal ruilmiddel: wära.
Op 77-jarige leeftijd werd hij door een auto geschept toen hij hollend de weg overstak en stierf in het ziekenhuis.

## Publicaties
- Schoolbaden (Haarlem 1890)
- Voordracht, gehouden op 1 mei 1890 in 'Felix Favore' te Haarlem (Haarlem 1890)
- 'Boekbeoordeelingen' in: De Nieuwe Gids, 1890, 137-142
- (Glasgow en hare gemeente-organisatie. Een voorbeeld van praktisch socialisme met eene beschouwing over inkomsten- of grondrente belasting (Amsterdam, 1891)
- Nog een pleidooi voor den acht-uren-dag (St. Anna-Parochie 1891)
- Vegetarianisme of natuurlijke leefwijze (z.pl. 1891)
- De socialistische kolonie te Sinaloa
- De sociale en etiese betekenis van het vegetarisme (Rotterdam z.j.)
- Vegetarisme en alkoholbestrijding (St. Anna-Parochie 1899)
- Sport en vegetarisme (Den Haag 1900)
- Een pleidooi voor dieren-recht (z.pl. z.j)
- 'Domela Nieuwenhuis en het vegetarisme' in: Gedenkboek ter gelegenheid van den 70sten verjaardag van F. Domela Nieuwenhuis (Amsterdam 1916) 143-144
- De vleeschnood en het middel om er aan te ontkomen (Amsterdam z.j.)
- Het wonder der zon (Zandvoort 1923);
- De levensverzekering als hygiënisch instituut (Haarlem 1926)
- Radio-rede op 2 April 1927 te Hilversum uitgesproken
- Radio-rede over de fundamenteele fout in de grondregels onzer samenleving in verband met de exploitatie der Zuiderzee-gronden (z.pl. 1929)
- Het 4e internationale Congres tot hervorming van het grondbezitsrecht en den vrijen handel te Edinburg 29 Juli - 5 Augustus 1929 (z.pl. z.j.)
- De rechten der dieren. H.I.R.O. Radio Rede op 26 Februari '31 gehouden (z.pl. 1931)